# Philip Henry Gosse
Philip Henry Gosse (Worcester in Engeland, 6 april 1810 – district St Marychurch in Torquay, 23 augustus 1888) was een Engelse natuuronderzoeker. Hij werd vooral bekend om zijn boeken over de natuur in Canada, vogels op Jamaica en als pionier op het gebied van zee-aquaria.

## Biografie
Gosse was de tweede van vier kinderen van de portretschilder Thomas Gosse (1765-1844) en zijn vrouw Hannah Best (1780-1860). Hij bracht zijn jeugd door in Poole, Dorset en werkte er vanaf zijn 15 jaar als klerk. Hij werkte vanaf 1827 als handelsklerk in een bedrijf in Carbonear in de Britse kolonie Newfoundland. In zijn vrije tijd deed hij natuurhistorisch onderzoek, waar hij als kind al grote belangstelling voor had.
Tijdens een reis heen en terug tussen Newfoundland en Engeland ontmoette hij methodisten en sloot zich aan bij hun kerkgenootschap. Op Newfoundland maakte hij intensief studie van de insecten en schreef daarover in een niet gepubliceerd manuscript (als historische bron online te raadplegen).
In 1835 verhuisde de familie met geloofsgenoten naar de omgeving van Compton in Beneden-Canada, om een boerenbedrijf te stichten. Omdat dit bedrijf te weinig opleverde, werkte Gosse als leraar aan  een plaatselijke school. Verder publiceerde hij over de natuur en was actief in de Literary and Historical Society of Quebec. In 1838 verkocht hij zijn aandeel in het boerenbedrijf en werd dorpsschoolleraar in Alabama. Daar ergerde hij zich aan behandeling van zwarte slaven en het feit dat de methodisten voorstanders bleven van de slavernij. In 1839 verhuisde hij weer naar Engeland. Hij kreeg een onderwijsfunctie in Hackney. Over zijn ervaringen in Canada publiceerde hij een boek.
In 1844 reisde Gosse naar Jamaica voor het verzamelen van specimen voor de natuuronderzoeker Hugh Cuming. De anderhalf jaar die hij daar doorbracht behoorde tot de meest productieve en gelukkigste van zijn leven. In 1846 keerde hij terug naar Engeland om zijn bevindingen op te schrijven. Het resultaat was een trilogie over de natuur op Jamaica. Hij beschreef in dit werk onder meer negen nieuwe vogelsoorten en verwierf de titel van "vader van de Jamaicaanse ornithologie".
Al in 1843 kwam hij in contact met de Brotherhoodbeweging, een religieuze gemeenschap waar hij zijn toekomstige vrouw Emily Bowes ontmoette. Zij was de auteur van godsdienstige traktaten. Hij trouwde haar in 1848 en in 1849 werd hun enige zoon Edmund geboren.

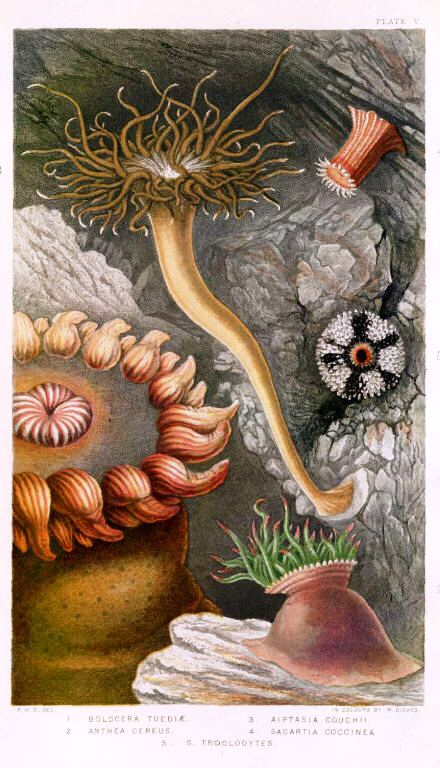
Aquarel van Gosse in "British Sea-Anemone and Corals" uit 1860.

In de daaropvolgende jaren schreef Gosse nog een aantal natuurhistorische publicatie die succes oogsten. Hij dreigde echter overwerkt te worden en trok zich in 1852 terug in Torquay en later in Ilfracombe. Daar verdiepte hij zich in het leven onder de zeespiegel en schreef daarover een boek dat veel aandacht kreeg. In 1853 was hij betrokken bij de bouw van een openbaar toegankelijk aquarium over dit inheemse zeeleven en startte daarmee een Victoriaanse traditie waarin het onderhouden van aquaria een hype werd. In 1856 werd Gosse lid van de Royal Society.
Rond 1857 was reeds veel bekend over fossielen in verschillende aardlagen en de gedachte dat het leven zich geleidelijk gedurende perioden van miljoenen jaren had ontwikkeld. Nog voor Darwin en Wallace in 1858 hun evolutietheorie ontvouwden, schreef in 1857 de diep godsdienstige Gosse zijn boek Omphalos (navelstreng). Hij betoogde daarin dat Adam, hoewel geschapen door God, toch een navel had en dat God de wereld met daarin de aardlagen en fossielen had geschapen om de mensen op de proef te stellen. Zijn ideeën schaadden zijn reputatie als natuuronderzoeker.
In 1857 verhuisde Gosse naar St Marychurch bij Torquay. Hij stichtte een onafhankelijke religieuze gemeenschap van ongeveer 100 mensen, wier prediker hij werd. Na de dood van zijn vrouw Emily, trouwde hij met Eliza Brightwen. Zij was een quaker en ook geïnteresseerd in natuuronderzoek en bovendien een kundig aquareliste. Zij erfde in 1864 een fortuin waardoor het echtpaar financieel onafhankelijk werd. Gosse wijdde zich verder aan de orchideeënteelt en in latere jaren aan astronomie en landschapsschilderkunst en schreef ook een aantal godsdienstige verhandelingen. In 1888, vijf maanden na een hartaanval stierf hij op 78-jarige leeftijd in zijn huis in St Marychurch. Zijn zoon Edmund Gosse werd literatuur- en kunstcriticus en schreef in 1907 een boek over zijn relatie met zijn vader (Vader en Zoon).
- Bibsys: 90956822
- Bibliothèque nationale de France: cb15508592h (data)
- Author citation (botany): Gosse
- CiNii: DA05473542
- Stuttgart Database of Scientific Illustrators 1450–1950: 2178
- Gemeinsame Normdatei: 117550167
- International Standard Name Identifier: 0000 0000 8077 5340
- Library of Congress Control Number: n50034724
- Nationale bibliotheek van Australië: 35136473
- Nationale Bibliotheek van Israël: 987007299673505171
- Nationale en Universitaire bibliotheek Zagreb: 000793656
- Nederlandse Thesaurus van Auteursnamen: 071074074
- Istituto Centrale per il Catalogo Unico: UFIV069073
- SNAC: w6nw031c
- Système universitaire de documentation: 070734941
- Trove: 837958
- Union List of Artist Names: 500072317
- Virtual International Authority File: 61855332
- WorldCat: E39PBJqQBDywQGtDW6MyRJQH4q